# George Fox

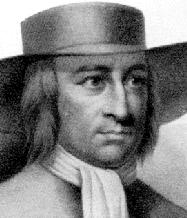
George Fox.

George Fox, född 1624 i Drayton-in-the-Clay, Leicestershire, död 13 januari 1691 i London, var en engelsk vandrarpredikant och kväkarrörelsens upphovsman och organisatör.
Han var son till vävaren Christopher Fox i Leicestershire. Efter ungdomsår av djup religiös oro fick han vid 23 års ålder en uppenbarelse av Kristi närhet och att "vara i samma ande, som frambragt de heliga skrifterna". Detta "inre ljus" fyllde honom med en stark glädje och en känsla av skapelsens inre enhet, och fick honom att betrakta hög som låg som jämlikar och att hylla det allmänna prästadömets idé. Redan på 1650-talet hade Fox anhängare över hela England, och vandrade runt i hela landet för att predika, i sin berömda läderutstyrsel. Med The children of the light ("ljusets barn") som kväkarna först kallade sig, stod han dessutom i livlig brevväxling. 
Fox störde ibland gudstjänster genom att ropa och förkunna sitt budskap mitt i gudstjänsten, vilket ledde till förföljelse. Det hela påminner om Lars Ulstadius´ uppförande i Åbo Domkyrka 1688.  
Skarp kritik, särskilt mot kyrkoorganisation och prästerskapet och mot förment eller verklig formalism inom kyrka och samhälle, skaffade Fox många fiender. Vägran att gå ed samt bristande hövlighet inför offentlig myndighet (han duade alla och behöll hatten på) gav honom vid olika tillfällen sammanlagt sex års fängelse i olika usla fängelsehålor. Som kväkarrörelsens ledare företog han även resor till Holland, Tyskland och Nordamerika. 1669 ingick han äktenskap med Margret Fell till Swarthmore Hall i Lancashire, änka efter en domare där, hos vilken Fox och hans anhängare ända från rörelsens början haft skydd och högkvarter. Fox förenade religiös originalitet och djup med en stor bibelkännedom och rik humor. Trots perioder av utpräglad extas var han en handlingens och vardagsetikens man med starkt sinne för det enkelt sunda och väsentliga. Hans inflytande över människor torde dessutom ha berott på hans tro på det "inre ljusets" möjligheter att påverka alla människor.
Fox kändaste verk är hans dagbok - Journal, omfattande tiden 1650-1675 som bearbetats för publicering av en kommitté ledd av Thomas Penn, redigerad av Thomas Ellwood. Den beskriver hans andliga sökande. År 1698 publicerades A Collection of Epistles, och 1706 Gospel Truth.